# Raiffeisen Kapitalanlage-Gesellschaft
Die Raiffeisen Kapitalanlage-Gesellschaft m.b.H (Raiffeisen KAG) ist als hundertprozentige Tochter der Raiffeisen Bank International AG Teil der Bankengruppe Österreichs und mit einem Marktanteil von rund 19,6 % (Stand Juni 2023) einer der größten österreichischen Asset-Manager. Über den Heimmarkt hinaus ist die Fondsgesellschaft auch auf internationaler Ebene aktiv und in Märkten Europas vertreten (darunter Deutschland, Italien, CEE). Das Unternehmen mit Hauptsitz in Wien verwaltet rund 40 Milliarden Euro Assets (Stand April 2023), wovon ein überwiegender Teil auf Privatanleger entfällt.

## Geschichte
Die Gründung der Raiffeisen KAG erfolgte im November 1985 mit dem Unternehmenszweck „Auflage und Verwaltung von Wertpapierfonds“. Im Jahr 1987 folgte die Gründung der Tochtergesellschaft Raiffeisen Vermögensverwaltungsgesellschaft (RVG). 1987 standen Anlegern Wertpapierfonds aus Renten- und Aktienfonds sowie geldmarktnahen Fonds zur Verfügung. Unter den Produkten befand sich inzwischen auch der erste Wertpapierfonds für Großanleger.
Anfang der 1990er-Jahre wurde die 1987 gegründete Raiffeisen Vermögensverwaltungsgesellschaft (RVG) hundertprozentige Tochter der Raiffeisen KAG. Die Hauptaufgabe dieses Unternehmens ist es, privaten und institutionellen Kunden in Österreich ab einer höheren festgelegten Veranlagungssumme Vermögensverwaltungs-Dienstleistungen anzubieten. 1991 verwaltete die Raiffeisen KAG 47 Wertpapierfonds. In diesem Geschäftsjahr wurden vor allem im institutionellen Bereich überdurchschnittliche Erträge erwirtschaftet.
Im Jahr 1996 erfolgte die Fokussierung auf die Kernkompetenzen Österreich und Osteuropa, sowohl im Anleihe- als auch im Aktienmanagement.
Im Jahr 1998 legte die Raiffeisen KAG die ersten Dachfonds Österreichs auf. 50 % der Neuabsätze im Jahr 1998 erfolgten über diese Wertpapierfonds. Im Juni des gleichen Jahres wurde die Raiffeisen International Fund Advisory GmbH (RIFA) als 100-%-Tochter der Raiffeisen KAG mit dem Unternehmenszweck „internationaler Vertrieb von Raiffeisen Wertpapierfonds“ gegründet. Regionale Vertriebsschwerpunkte wurden zunächst in den Ländern Deutschland, Italien, Frankreich, Ungarn und der Slowakei umgesetzt.
Ab November 2002 traten die Raiffeisen KAG und die genannten Tochterunternehmen unter der gemeinsamen Dachmarke Raiffeisen Capital Management auf. Gleiches gilt für die im Jahr 2003 neu gegründete Raiffeisen Immobilien KAG (ebenfalls eine 100-%-Tochter), mit dem Unternehmenszweck der Verwaltung von Immobilieninvestmentfonds.
Im Jahr 2008/2009 setzte das Unternehmen aufgrund der vorherrschenden Finanzmarktkrise ein Restrukturierungsprogramm um, das organisatorische Veränderungen und eine stärkere Fokussierung brachte. 
2013 erwarb die Raiffeisen KAG einen Anteil von 75 % an der Raiffeisen Salzburg Invest Kapitalanlage GmbH (RSI) vom Raiffeisenverband Salzburg (RVS). Im Herbst 2013 positionierte sich die Raiffeisen KAG strategisch als Asset-Manager mit Nachhaltigkeitsschwerpunkt und begann, nachhaltiges Investieren noch stärker in alle Investmentprozesse zu integrieren. Zu diesem Zweck wurde u a. das Fondsmanagement um die Abteilung „Nachhaltige Investments“ erweitert.
Im selben Jahr übernahm die Raiffeisen Zentralbank AG (RZB) von den acht Raiffeisen Landesbanken, deren 50-%-Anteil an der Raiffeisen KAG und wurde somit 100-%-Eigentümerin des Unternehmens.
2014 folgten eine strategische Neuorientierung sowie eine Bereinigung der Strukturen. Dabei wurden die beiden Tochtergesellschaften Raiffeisen Vermögensverwaltungsbank AG und die für den Auslandsvertrieb gegründete Raiffeisen International Fund Advisory GmbH in die Raiffeisen KAG integriert.
Mit der Zusammenführung der Raiffeisen Zentralbank Österreich (RZB) und der Raiffeisen Bank International AG und dem damit einhergehenden Eigentümerwechsel im Jahr 2017 kam es bei der Raiffeisen KAG zu einer Ausweitung der Kompetenzen und Aufgaben im Bereich Asset-Management sowie einer Übernahme der strategischen Steuerung der Asset-Management-Gesellschaften der RBI-Gruppe in CEE.
Im September 2018 übernahm die Raiffeisen KAG den restlichen 25-%-Anteil an der Raiffeisen Salzburg Invest KAG (RSI) und ist somit die 100 %-Eigentümerin. Anfang Juni 2019 erfolgte die von der FMA genehmigte Abspaltung des Teilbereichs Fondsverwaltung von der RSI (als übertragende Gesellschaft) zur Raiffeisen KAG (als übernehmende Gesellschaft). Das impliziert die Gesamtrechtsnachfolge und die Übertragung der Verwaltung und des Volumens der insgesamt 20 Investmentfonds der RSI auf die Raiffeisen KAG.

## Investmentfonds
Insgesamt werden mehr als 95 % des Gesamtfondsvolumens inhouse in Wien gemanagt. Anleiheseitig liegt der Fokus auf Euro-Staatsanleihen und globalen Staatsanleihen sowie Unternehmensanleihefonds (darunter auch High Yield-Fonds). Darüber hinaus werden CEE- und Globale Emerging Markets-Anleihefonds gemanagt. Weitere Schwerpunkte stellen außerdem die Bereiche Multi-Asset-Strategien und Manager-Selection dar. Auf der Aktienseite zählen nicht nur globale Emerging Markets, sondern auch die Aktienmärkte Europas zu den gemanagten Assetklassen.

## Nachhaltigkeit
Mit der Auflage des Raiffeisen-Ethik-Aktienfonds (heute: Raiffeisen-Nachhaltigkeit-Aktien) im Jahr 2002 hatte die Raiffeisen KAG  das Thema Nachhaltigkeit im Produktangebot berücksichtigt. Der Fonds blieb aufgrund mangelnder Nachfrage ein Nischenprodukt mit kleinem Volumen, das jedoch mit der Gründung eines Ethikbeirats und dem Zukauf von externem Research (oekom research)  ernsthaft betrieben wurde.
Im Jahr 2007 gründete die Raiffeisen Bank International AG die Raiffeisen-Klimaschutz-Initiative (heute: Raiffeisen Nachhaltigkeits-Initiative, RNI), bei der die Raiffeisen KAG als Gründungsmitglied fungiert. Die RNI versteht sich als Plattform, Service- und Vertretungseinrichtung für sämtliche Aktivitäten ihrer Mitglieder auf dem Gebiet der Nachhaltigkeit. Sie unterstützt ihre Mitglieder bei der Konzeption, Umsetzung und Kommunikation von Maßnahmen zu diesem Thema. Nachhaltigkeit zu forcieren und die entsprechende Bewusstseinsbildung zählen zu den Schwerpunkten der Initiative.
Mit der Unterzeichnung der UN-PRI und der Etablierung eines eigenen Nachhaltigkeitsteams im Jahr 2013 erklärte die Raiffeisen KAG Nachhaltigkeit als neuen  Schwerpunkt. Mittlerweile werden rund 50 % des Gesamtvolumens nachhaltig gemanagt (Stand April 2023).
Das nachhaltig gemanagte Produktportfolio der Raiffeisen KAG beinhaltet sowohl Publikumsfonds als auch Mandate (Spezialfonds), die ESG-Kriterien berücksichtigen. Mittlerweile hat das Unternehmen eine Reihe an nachhaltig ausgerichteten Publikumsfonds mit unterschiedlichen Risiko-Ertrags-Profilen im Produktangebot. Dazu kommen Fonds mit spezifischer Ausrichtung, wie Green Bonds (Rentenfonds) und weitere Spezialfonds.
Der nachhaltige Investmentprozess der Raiffeisen KAG geht über die bloße Anwendung von Ausschlüssen und Negativkriterien hinaus. Er basiert auf den drei Ebenen der ESG-Integration: Vermeiden, Unterstützen und Einfluss nehmen. Das Zusammenwirken möglichst aller drei Elemente ist Voraussetzung für ein Management von nachhaltigen Fonds. Auch die finanzielle Bewertung und das Potential des Titels fließen in die Investmententscheidung mit ein.
Die Ausweitung der Integration von ESG-Grundsätzen wird in allen Fonds der Raiffeisen KAG vorangetrieben. Für alle Publikumsfonds wird z. B. eine Selbstverpflichtung zum Ausschluss von Investments in Agrarrohstoffe und Lebendvieh sowie kontroversielle Waffen eingegangen. 2017 wurde der Ausschluss von Unternehmen, deren Geschäft zum überwiegenden Teil in der Bereitstellung oder Verwendung von Kohle besteht, umgesetzt. Die Einhaltung dieser Ausschlüsse wird überprüft.
Der Umgang mit dem Thema Nachhaltigkeit soll durch internationale Labels bestätigt werden, darunter das FNG-Siegel und das Österreichische Umweltzeichen.

## Tätigkeitsprofil
- Nachhaltige Investments
- Euro-Staatsanleihen und globale Staatsanleihen
- Unternehmensanleihen, Investmentgrade und High Yield-Anleihen
- Schwellenländer-Anleihen
- Multi Asset Strategien
- Schwellenländer-Aktien
- Europäische und globale Aktienmärkte
- Manager Selection